# Aeroporto di Brescia-Montichiari
L'Aeroporto di Brescia-Montichiari "Gabriele D'Annunzio" (IATA: VBS, ICAO: LIPO), intitolato a Gabriele D'Annunzio, è un aeroporto italiano situato a Montichiari, che serve la città di Brescia.
L'aeroporto, affidato in concessione totale alla società Aeroporto Valerio Catullo di Verona Villafranca, fa parte del Gruppo Save e unitamente agli aeroporti di Treviso, Venezia e Verona compone il polo aeroportuale del Nord Est.
L'aeroporto di Brescia-Montichiari è la principale base di smistamento della corrispondenza aerea di Poste Italiane: ogni notte partono e arrivano voli postali e cargo di DHL e Poste Air Cargo. L'aeroporto beneficia inoltre di un'intensificazione del traffico merci, in forza di un accordo di partenariato siglato tra Poste italiane e Amazon. Il trend cargo ha avuto un ulteriore incremento da marzo 2017 con l'inizio delle attività di SW Italia e Silk Way West Airlines (gruppo Silk Way Airlines), le quali operano voli settimanali tra Brescia, Baku e Hong Kong. Attività che vengono sospese a partire dal febbraio 2018, causando quindi una sensibile riduzione della quantità di merci trasportate in rapporto all'anno precedente. Dal mese di novembre 2018, l'aeroporto accoglie altresì i voli cargo del corriere internazionale DHL.

## Storia
L'aeroporto trae origine dal "Primo circuito aereo internazionale" di Brescia, ovverosia la prima manifestazione aviatoria italiana, svoltasi dall'8 al 20 settembre 1909 ove l'area della brughiera di Montichiari in località Fascia d'Oro, fu recintata e predisposta come aerodromo dotato di aviorimesse, officine oltre alle tribune per l'avvenimento. L'aeroporto di Montichiari venne aperto al traffico aereo nel 1915 come base per aerostati; due anni più tardi venne inaugurata la struttura cargo. Nel 1919 fu il turno di un'aerostazione passeggeri.
La Luftwaffe tedesca, tramite le organizzazioni Todt e Speer, realizzò nella zona un sistema aeroportuale militare di rilevanti dimensioni, basato sulle basi di Montichiari, Ghedi e Sedena di Lonato, quest'ultima per i reparti da caccia. Presso gli aeroporti di Montichiari e Ghedi furono realizzate piste parallele distanti fra loro circa tre chilometri, corredate da parcheggi e strutture decentrati lungo circa cinquanta chilometri di raccordi. Una volta terminato il conflitto mondiale, terreni e strutture tornarono all'Aeronautica militare italiana e al contempo la presenza di reparti americani sul sedime condusse a un ulteriore potenziamento delle strutture: a Ghedi risorse il 6º Stormo caccia bombardieri con i Diavoli Rossi, mentre a Montichiari iniziò la ricostituzione del 2º Stormo con i Lanceri Neri. Entrambi gli stormi furono forniti di velivoli DH.100 Vampire e F-84G; di conseguenza, la pista di Montichiari fu estesa a 2 990 metri. Gli anni seguenti il 2º Stormo, una volta trasformato in Aerobrigata, fu trasferito a Cameri, mentre presso l'aeroporto di Montichiari – rientrato al demanio aeronautico e impiegato per esigenze della NATO – l'Aeronautica Militare vi installò un reparto missilistico tattico, divenuto successivamente d'addestramento.
La 65ª Squadriglia I.T. (Intercettori Teleguidati) rinacque nel 1959 sull'aeroporto dotata di Nike Ajax. Nel 1964 si trasformò in 65º Gruppo IT Nike Hercules fino alla chiusura del 25 febbraio 1999. Dal dicembre 1963 arriva anche la Scuola Missili Nike che dal 1985 diventa Scuola Sistemi Missilistici con la 765ª Batteria SPADA fino al 25 febbraio 1999. Nel mese di giugno del 1984, la sede dell'Aero Club fu trasferita dall'Aeroporto di Ghedi a Montichiari. Per anni si trattò dello sviluppo in ambito civile dello scalo bresciano, tuttavia senza realizzarsi nel concreto. Una prima apertura si ebbe verso la metà degli anni settanta, allorquando il sito fu dismesso dall'Aeronautica militare e si formò un consorzio atto alla sua ristrutturazione e riqualificazione; nel maggio 1998, fece seguito la sottoscrizione di un protocollo d'intesa per aprire l'aeroporto al traffico civile. Un'ulteriore contingenza favorevole fu la necessità d'una temporanea chiusura dell'aeroporto di Verona per consentirne la manutenzione e il ripristino della pista, pertanto sopperì a tale funzione l'aeroporto monteclarense debitamente aggiornato con nuove infrastrutture e apparati necessari, quali una nuova torre di controllo, una nuova aerostazione per il traffico dei passeggeri nazionali e internazionali, presidi di polizia di frontiera e antincendio. L'aeroporto aprì al traffico aereo il 16 marzo 1999 e dal giorno successivo subentrò allo scalo veronese accogliendo la totalità dei voli. Dal mese di giugno del 2000, iniziò a operarvi la compagnia aerea Ryanair con scalo all'aeroporto di Londra Stansted, alla quale s'aggiunse Air Dolomiti con voli nazionali verso Olbia e Roma.
Dal 23 agosto al 10 settembre 2018 l'aeroporto è rimasto chiuso per provvedere al rifacimento della pista, parte iniziale di un piano industriale che prevede un futuro allungamento della pista e la costruzione di nuovi hangar e magazzini.
Dal 2020, al fine di mitigare i rischi per la popolazione e le attività nelle aree lungo le direzioni di decollo e atterraggio, è stato adottato il Piano di Rischio Aeroportuale (PRA), obbligatorio ai sensi del Codice della navigazione italiano.
Visto l'aumento del traffico merci e il ridotto numero di passeggeri, diminuito ancora di più a causa del COVID-19 e dei suoi effetti, nel 2021 è stato convertito circa il 70% del terminal in magazzino cargo.

## Galleria d'immagini

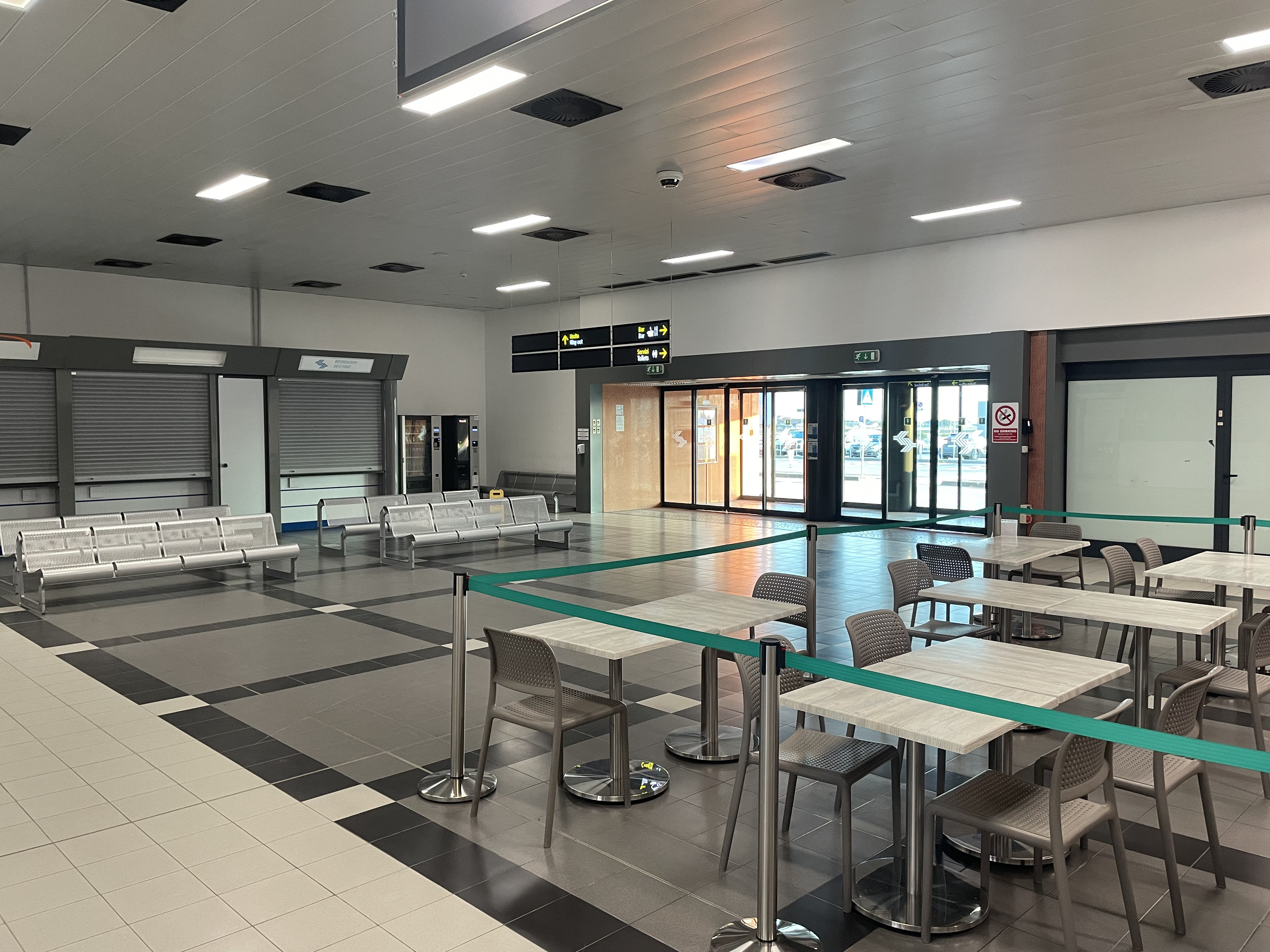
Interno del Terminal Passeggeri dopo la riqualifica del 2021 (2025)
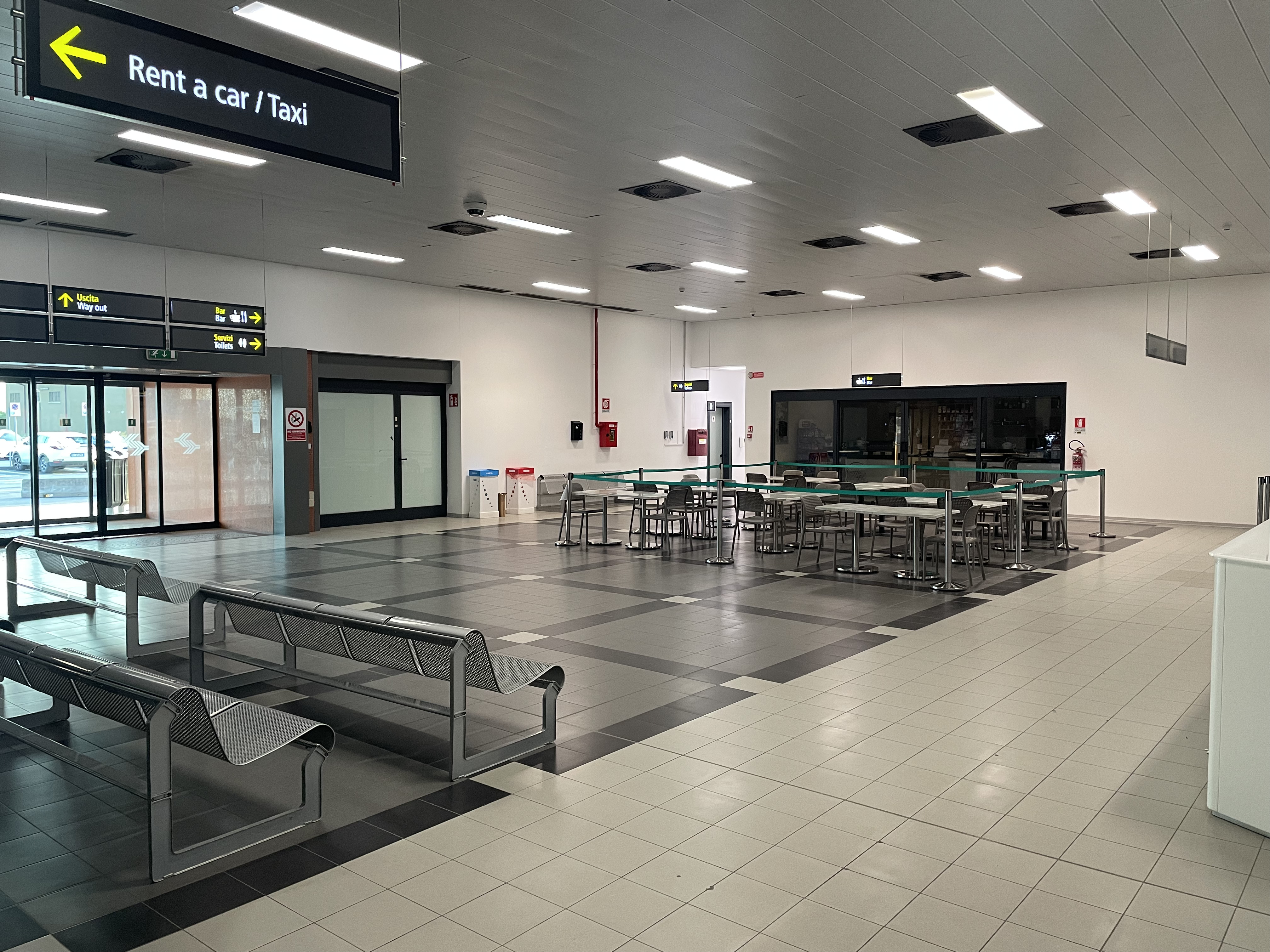
Interno del Terminal Passeggeri dopo la riqualifica del 2021 (2025)
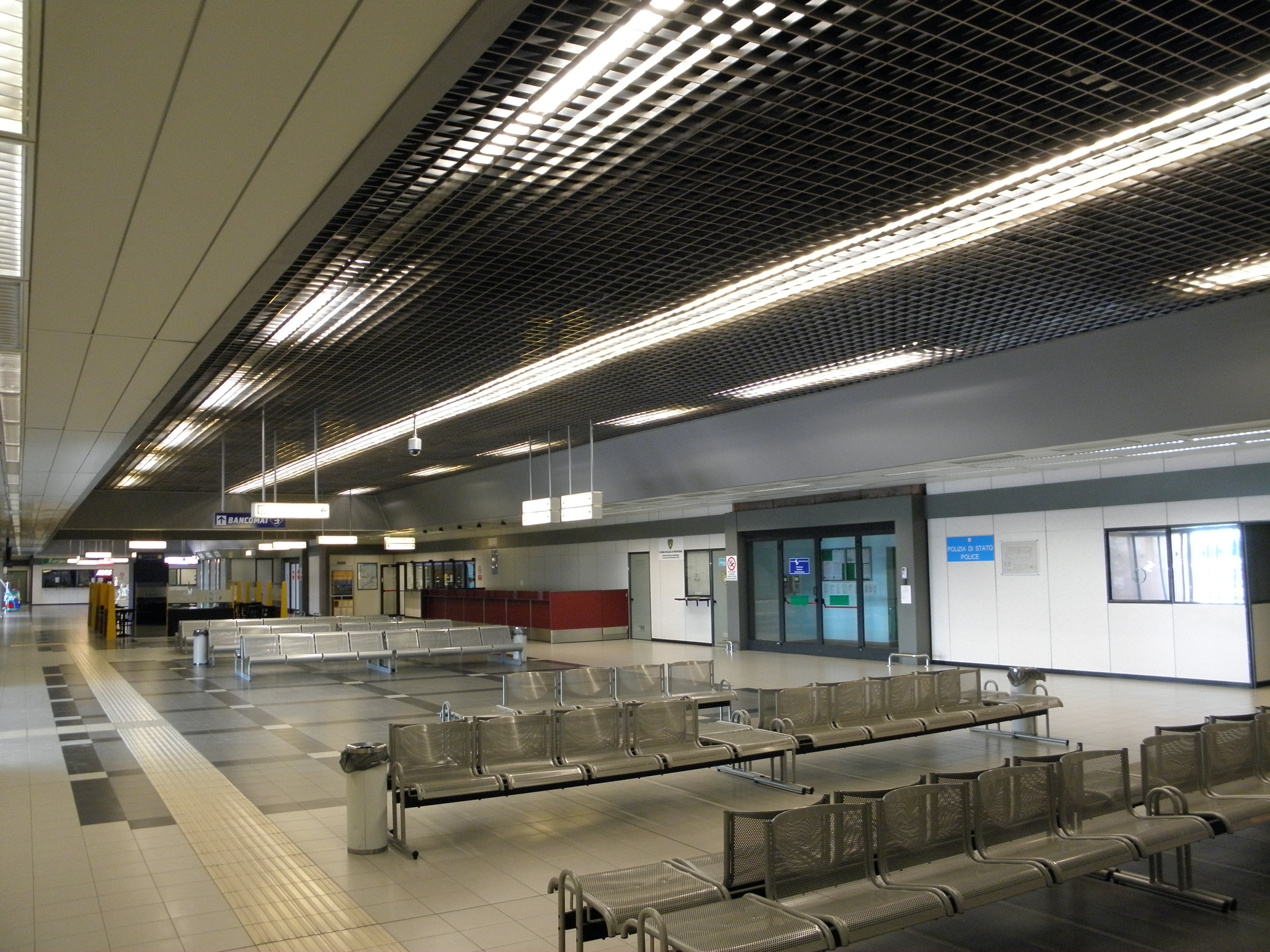
Il terminal passeggeri prima del 2021
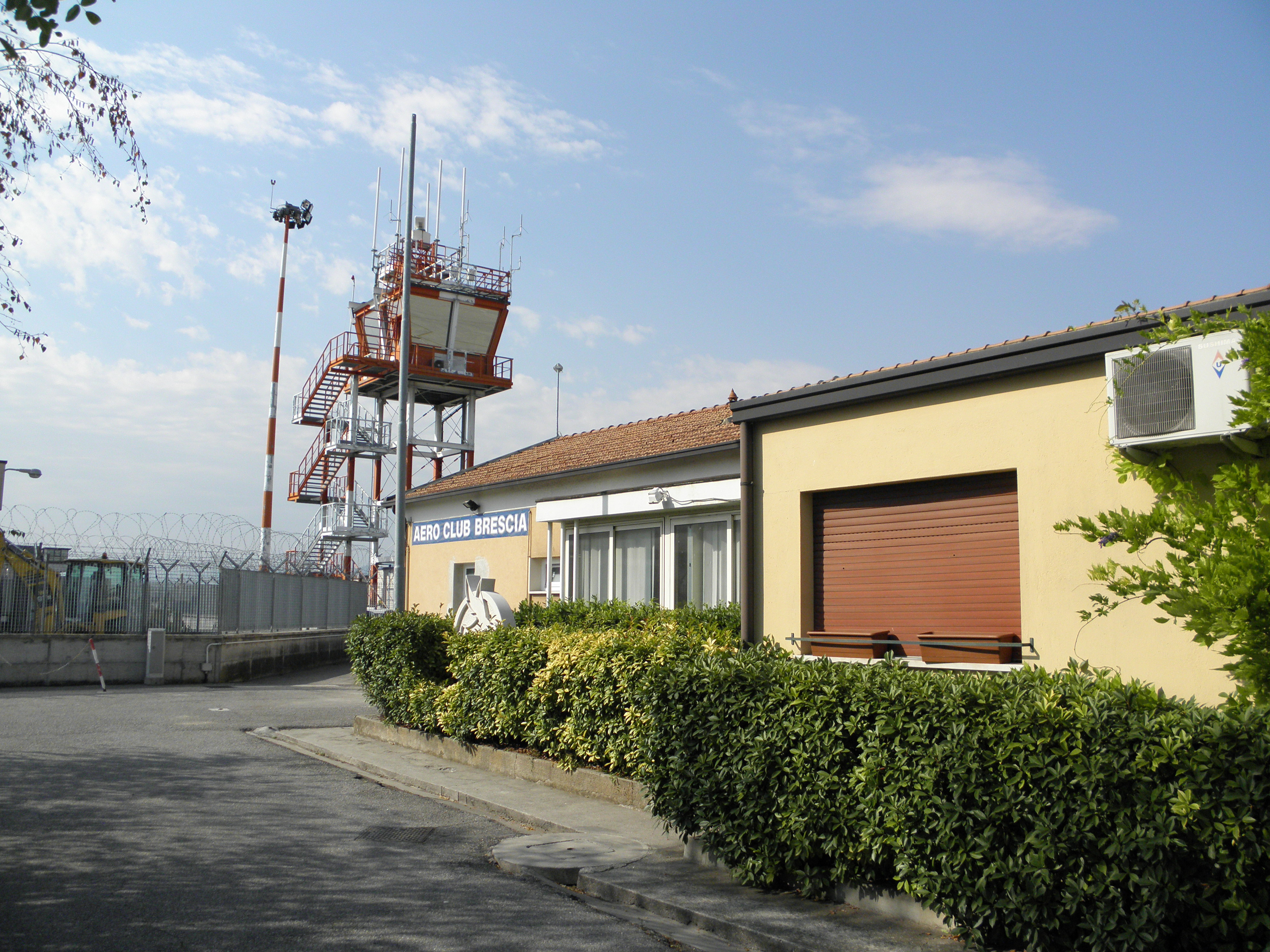
Aero Club Brescia e la torre di controllo
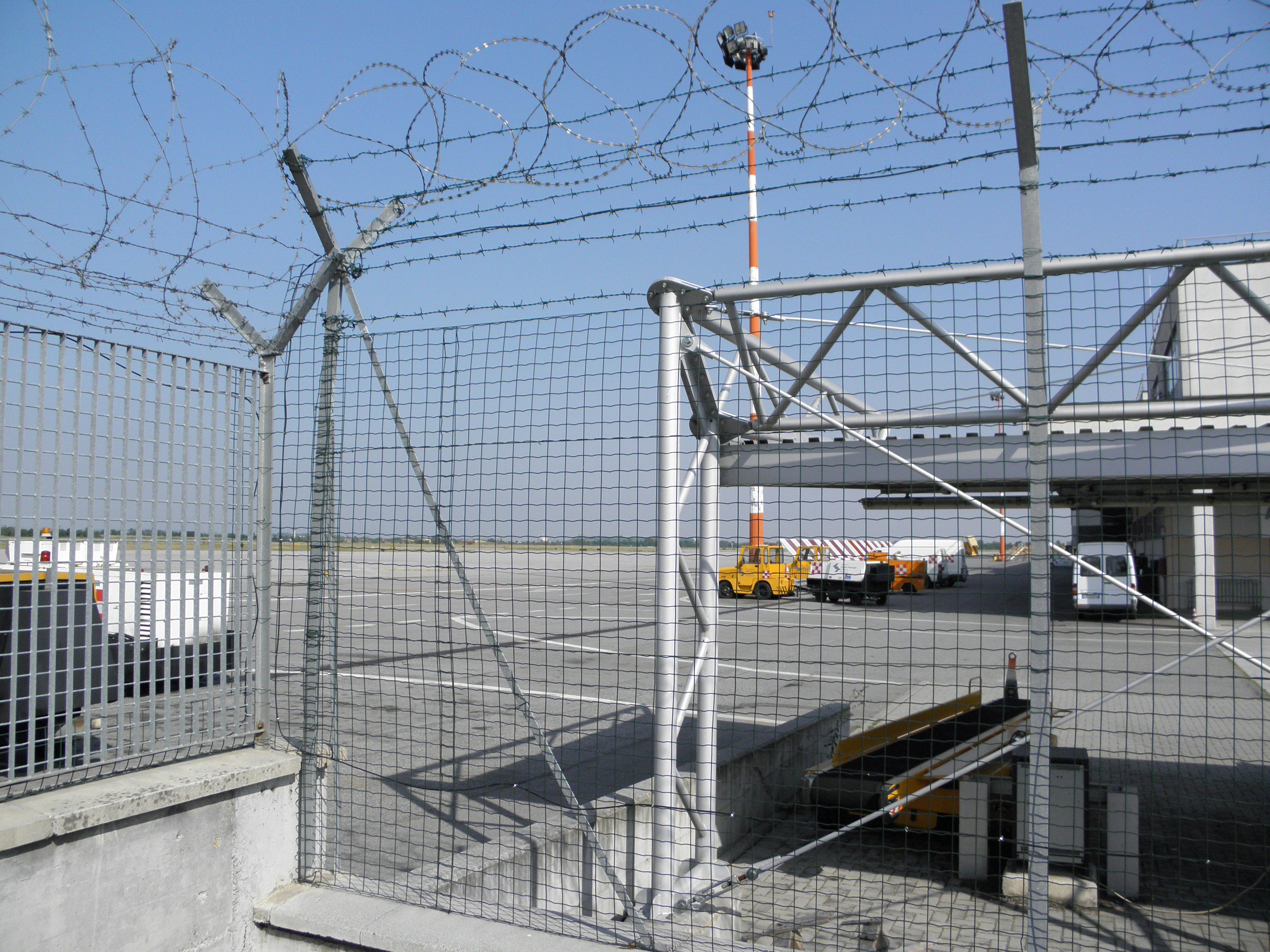
Pista dopo il rifacimento del 2018

## Compagnie e destinazioni
| Compagnie       | Destinazioni                                                      | Riferimenti         |
| --------------- | ----------------------------------------------------------------- | ------------------- |
| EAT Leipzig     | Cargo: Lipsia                                                     | [ 28 ]              |
| Poste Air Cargo | Cargo: Olbia, Cagliari, Catania, Lamezia Terme, Bari, Francoforte | Hub della compagnia |

## Traffico e statistiche
| Anno | Movimenti | Passeggeri | Cargo(tonnellate) |
| ---- | --------- | ---------- | ----------------- |
| 2000 | 4293      | 164472     | 0                 |
| 2001 | 11179     | 274758     | 927               |
| 2002 | 13824     | 307598     | 760               |
| 2003 | 14422     | 272509     | 313               |
| 2004 | 12463     | 347219     | 850               |
| 2005 | 9422      | 374686     | 18847             |
| 2006 | 9715      | 232465     | 24428             |
| 2007 | 14455     | 189964     | 47155             |
| 2008 | 16352     | 259764     | 39967             |
| 2009 | 11774     | 203582     | 36070             |
| 2010 | 11173     | 164640     | 34320             |
| 2011 | 9939      | 33797      | 40143             |
| 2012 | 9217      | 22204      | 42867             |
| 2013 | 7125      | 10311      | 39431             |
| 2014 | 7520      | 13528      | 40573             |
| 2015 | 8239      | 7744       | 29903             |
| 2016 | 8506      | 19239      | 24416             |
| 2017 | 8180      | 13821      | 34781             |
| 2018 | 8099      | 8589       | 23768             |
| 2019 | 10954     | 17003      | 30695             |
| 2020 | 10338     | 3874       | 39234             |
| 2021 | 12334     | 5454       | 39603             |
| 2022 | 13224     | 7245       | 38946,7           |
| 2023 | 12008     | 8831       | 35239             |
| 2024 | 11810     | 8662       | 38567,8           |

## Accessibilità

### In auto
L'aeroporto è servito da uno svincolo dedicato sul raccordo autostradale Ospitaletto-Montichiari ed è raggiungibile dall'autostrada A35, dall'autostrada A21 (uscite Manerbio o Brescia Sud) e dall'autostrada A4 (uscita Brescia Est).